# Bisdom Rancagua
Het bisdom Rancagua (Latijn: Dioecesis Rancaguensis) is een rooms-katholiek bisdom met als zetel Rancagua, in Chili. Het bisdom is suffragaan aan het aartsbisdom Santiago de Chile. 

## Geschiedenis
Het bisdom werd opgericht op 18 oktober 1925, uit delen van het aartsbisdom Santiago de Chile. 

## Parochies
Het bisdom had in 2020 een oppervlakte van 16.046 km2 en telde 909.817 inwoners waarvan 76,9% rooms-katholiek was.

## Bisschoppen
- Rafael Lira Infante (14 december 1925 - 17 maart 1938)
- Eduardo Larraín Córdovez (9 juli 1938 - 2 februari 1970)
  - Raul Silva Silva (hulpbisschop: 23 november 1963 - 2 februari 1970)
- Alejandro Durán Moreira (2 februari 1970 - 30 mei 1986)
- Jorge Arturo Augustin Medina Estévez (25 november 1987 - 16 april 1993; hulpbisschop sinds 18 december 1984; later kardinaal)
  - Luis Gleisner Wobbe (hulpbisschop: 3 juli 1991 - 10 juli 2001)
- Francisco Javier Prado Aránguiz (16 april 1993 - 23 april 2004)
- Alejandro Goić Karmelić (23 april 2004 - 28 juni 2018; coadjutor sinds 10 juli 2003)
  - Luis Fernando Ramos Pérez (apostolisch administrator: 28 juni 2018 - 29 februari 2020)
  - Juan Ignacio González Errázuriz (apostolisch administrator: 2 maart 2020 - 23 juli 2021)
- Guillermo Patricio Vera Soto (8 juni 2021 - heden)

Santiago de Chile (aartsbisdom) · Linares · Melipilla · Rancagua · San Bernardo · San Felipe · Talca · Valparaíso